# Lokea
Lokea is een bestuurslaag in het regentschap Flores Timur van de provincie Oost-Nusa Tenggara, Indonesië. Lokea telt 1656 inwoners (volkstelling 2010).